# Osredek pri Trški Gori
Osredek pri Trški Gori je naselje v Občini Krško.